# Silvares (Lousada)
Silvares is een plaats (freguesia) in de Portugese gemeente Lousada en telt 2798 inwoners (2001).